# Serguéi Berko
Serguéi Berko –en ucraniano, Сергей Берко– es un deportista ucraniano que compitió en esgrima, especialista en la modalidad de espada Ganó una medalla de bronce en el Campeonato Europeo de Esgrima de 1995, en la prueba individual.

## Palmarés internacional
| Campeonato Europeo | Campeonato Europeo  | Campeonato Europeo | Campeonato Europeo |
| Año                | Lugar               | Medalla            | Prueba             |
| ------------------ | ------------------- | ------------------ | ------------------ |
| 1995               | Keszthely (Hungría) | Medalla de bronce  | Sable individual   |